# 谷津 (習志野市)
谷津（やつ）は、千葉県習志野市の町名。現行行政地名は、住居表示実施区域の谷津一丁目から七丁目、住居表示未実施区域の谷津町（やつまち）一丁目・四丁目に分かれる。本項では谷津町についても併せて記述する。
また、京成電鉄本線谷津駅周辺の地域名として「谷津」の地名が用いられることもある。

## 地名の由来
谷津・谷津町の地名の由来は、高地や丘陵地に入り込んだ谷や低湿地である地形を指す「ヤツ・ヤチ・ヤト」に由来し、鎌倉時代以降に関東地方でそうした地形の場所に多く付けられたと言われる。
町域北東部の津田沼駅南口方面で、習志野市が2007年から開始した土地区画整理事業「奏の杜プロジェクト」により、該当地域が谷津から分離され「奏の杜」の新町名が制定された。

## 小中学校の学区

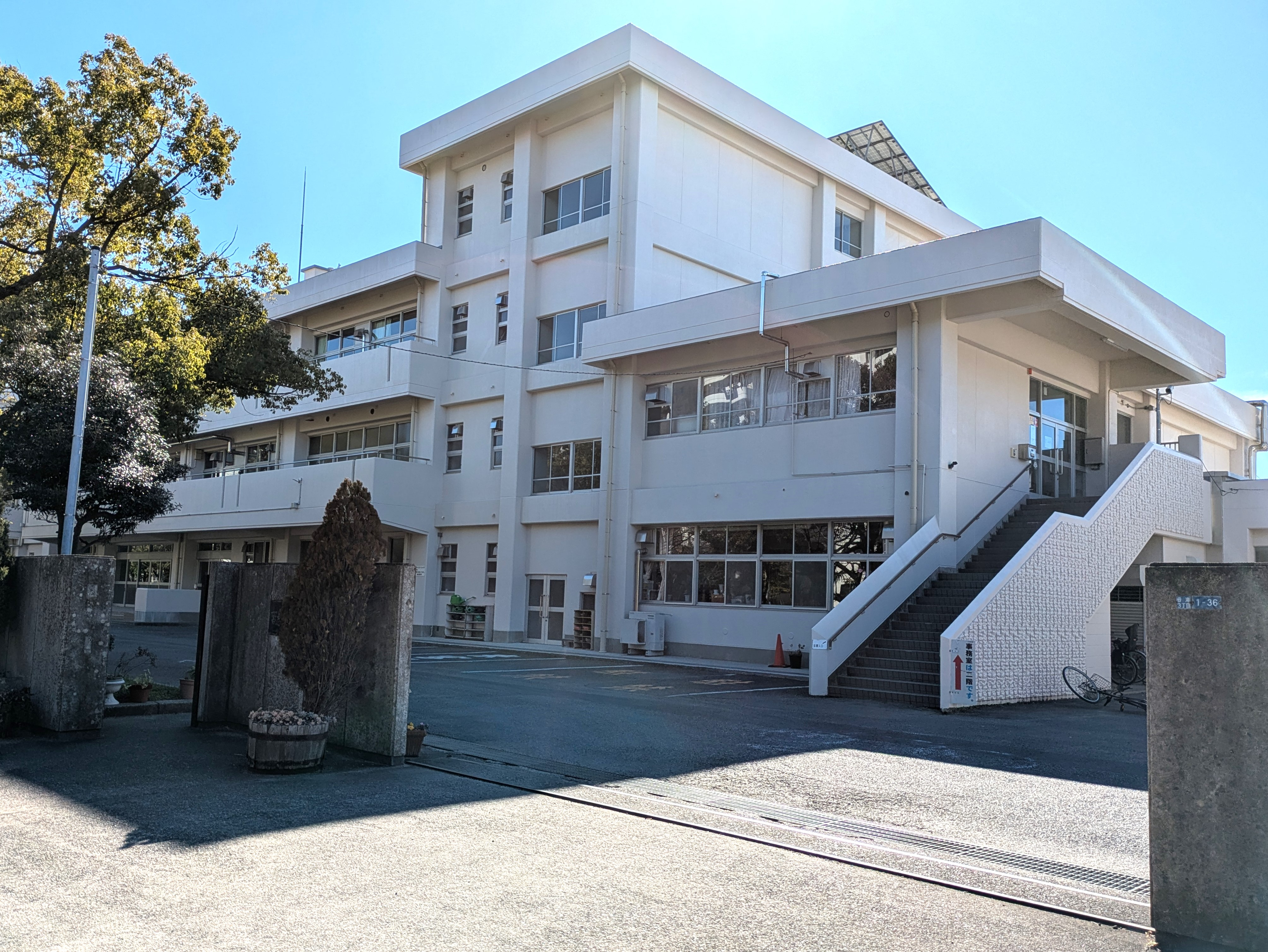
習志野市立谷津南小学校

町域内の公立小学校・中学校の学区は以下のとおり。
- 谷津1丁目
  - 6番10号、15番22号を除く：習志野市立谷津小学校、習志野市立第一中学校
  - 6番10号、15番22号：習志野市立向山小学校、習志野市立第一中学校
- 谷津2丁目
  - 1番 - 2番：習志野市立袖ケ浦西小学校、習志野市立第三中学校
  - 3番 - 23番：習志野市立向山小学校、習志野市立第一中学校
- 谷津3丁目
  - 1番：習志野市立谷津南小学校、習志野市立第七中学校
  - 2番 - 30番：習志野市立谷津南小学校、習志野市立第一中学校
- 谷津4丁目：習志野市立向山小学校、習志野市立第一中学校
- 谷津5丁目・6丁目・7丁目：習志野市立谷津小学校、習志野市立第一中学校
- 谷津町1丁目
  - 国道14号（千葉街道）以北：習志野市立津田沼小学校、習志野市立第五中学校
  - 国道14号（千葉街道）以南：習志野市立袖ケ浦西小学校、習志野市立第三中学校
- 谷津町4丁目：習志野市立津田沼小学校、習志野市立第五中学校

## 施設

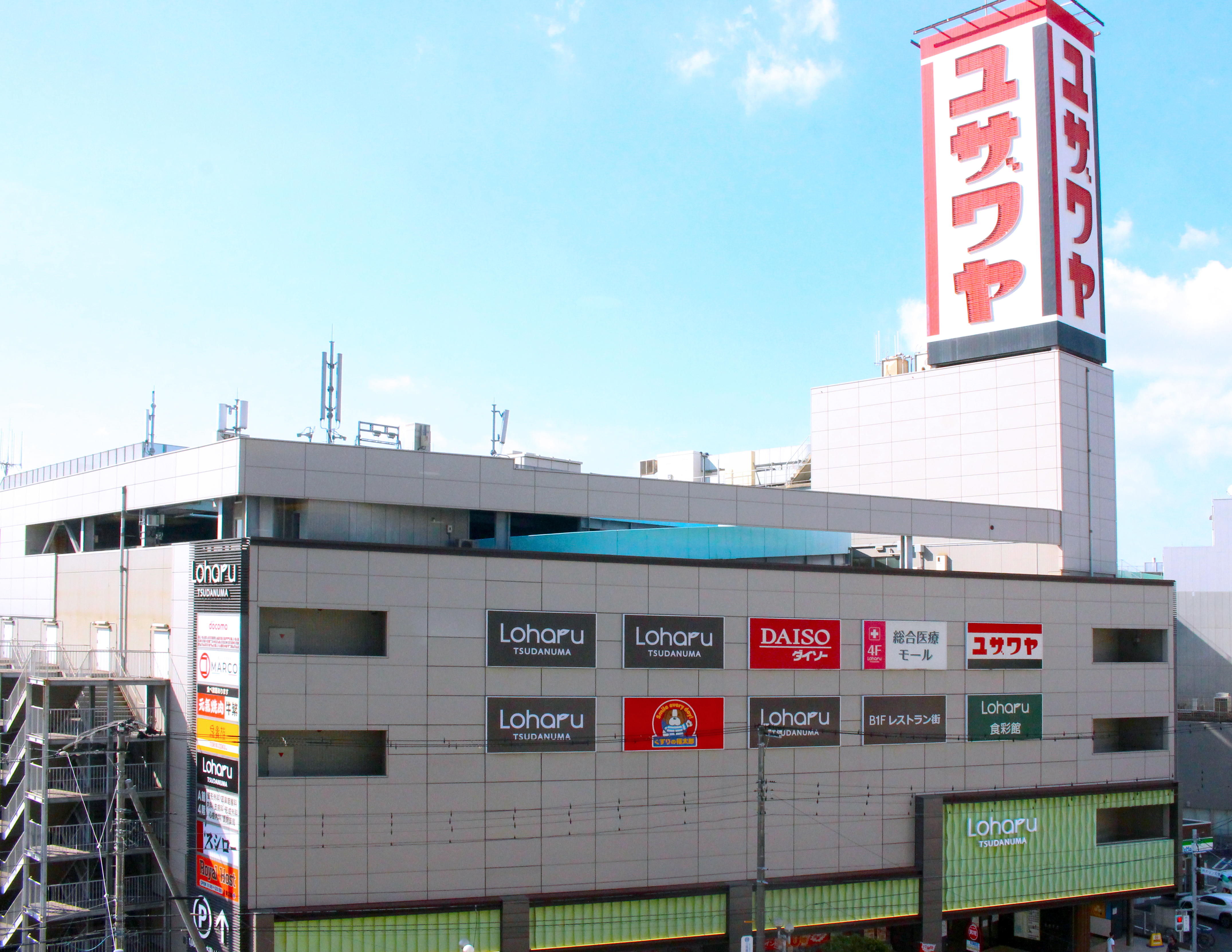
Loharu津田沼

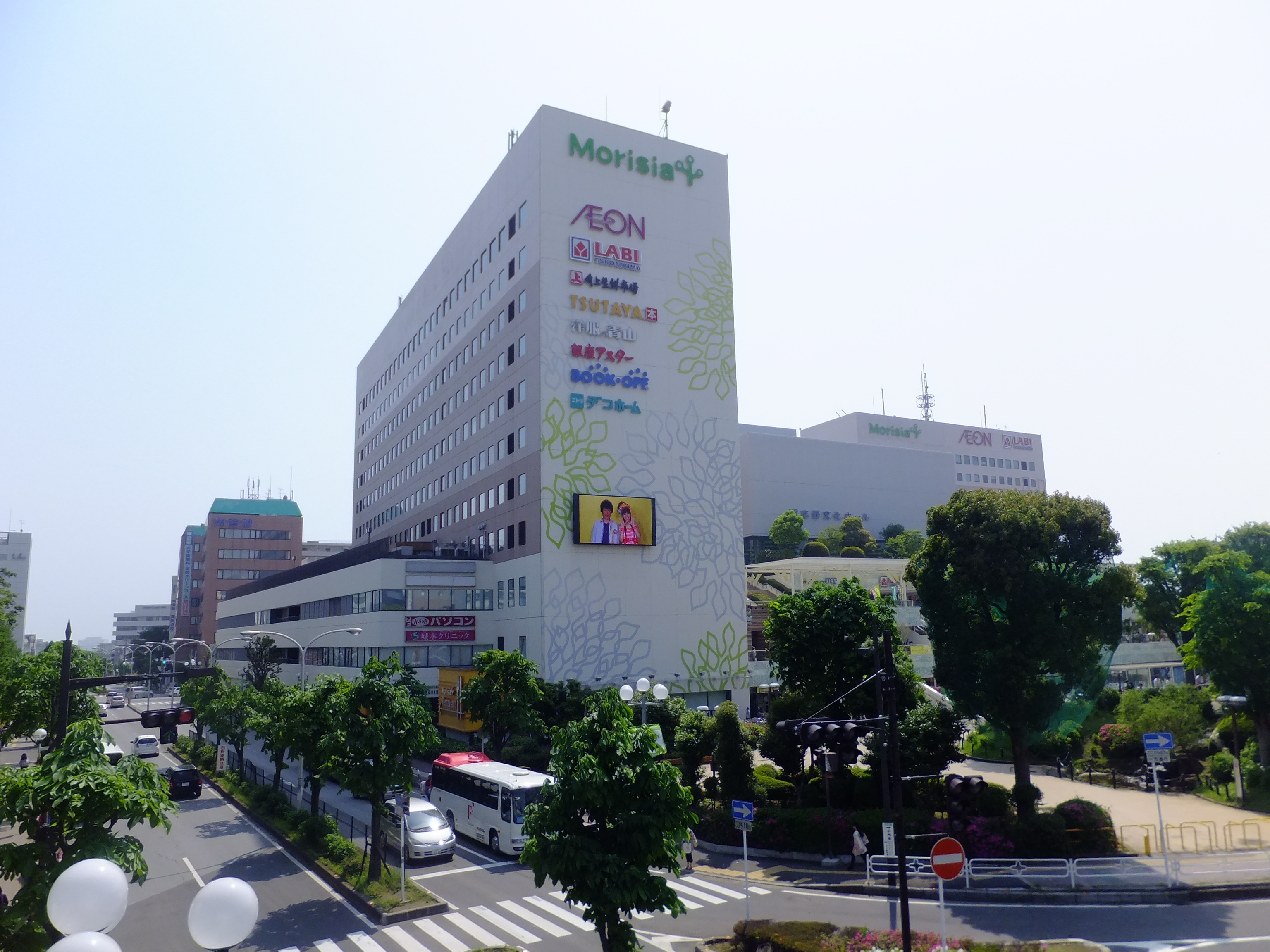
モリシア津田沼（2025年3月30日閉館）

- 谷津スクエア - 谷津駅駅ビル（2階建て、2007年開業）
- 谷津バラ園
  - 谷津パークタウン（3丁目）- 谷津遊園の跡地に建設された都市再生機構（建設当時は住宅・都市整備公団[8]）の大規模団地[9][10][11]。谷津バラ園に隣接する。
- 谷津干潟
  - 谷津干潟自然観察センター
- Loharu津田沼
- 津田沼公園（1丁目）
- 津田沼中央総合病院（1丁目）[12]
- 谷津保健病院（4丁目）[13]
- 東京湾岸リハビリテーション病院（4丁目）[14]

### 過去の施設
- 谷津遊園 - 1982年12月21日閉園
- モリシア津田沼 - 2025年3月30日閉館

### ギャラリー

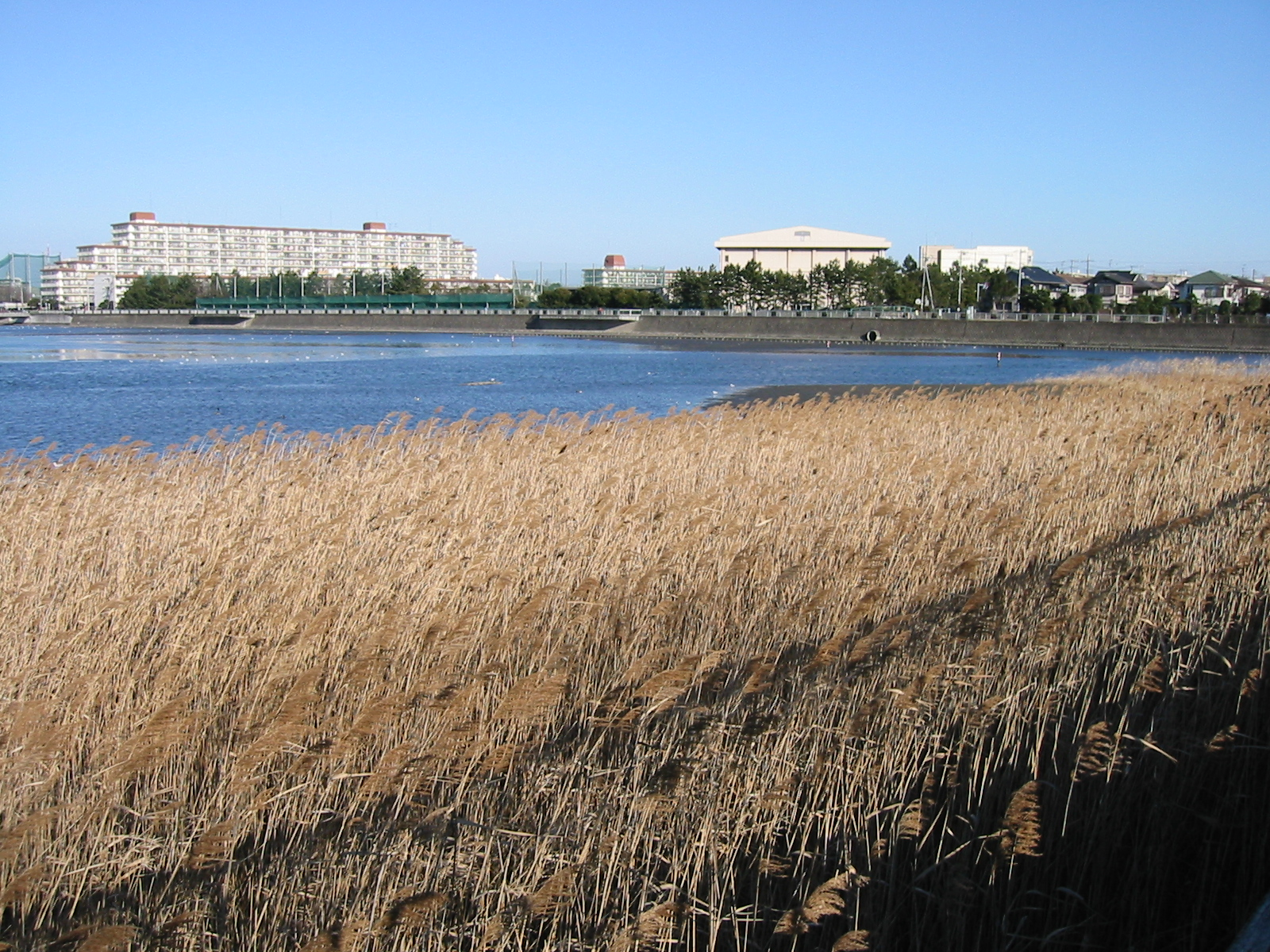
谷津干潟（2003年）
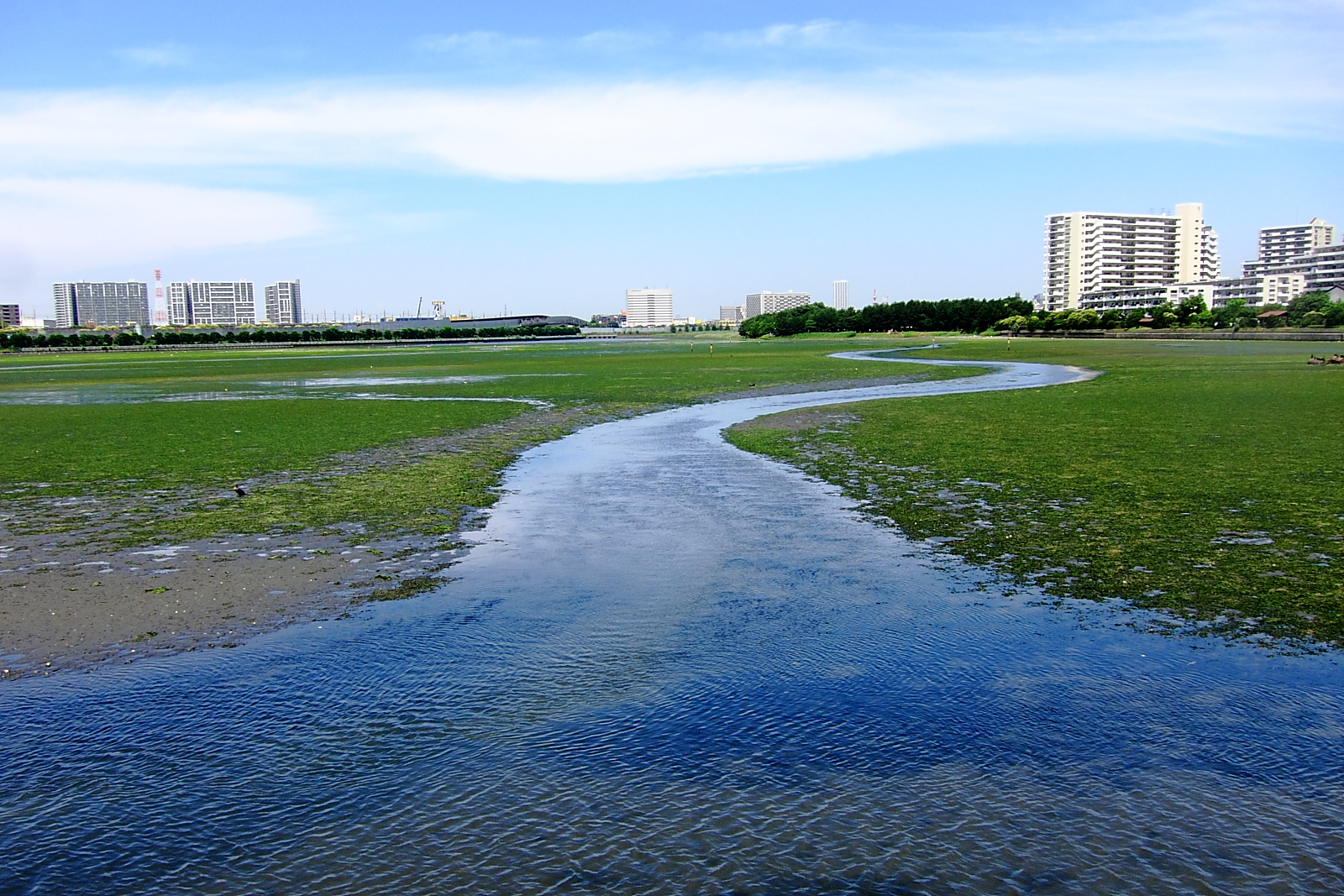
谷津干潟（2010年）
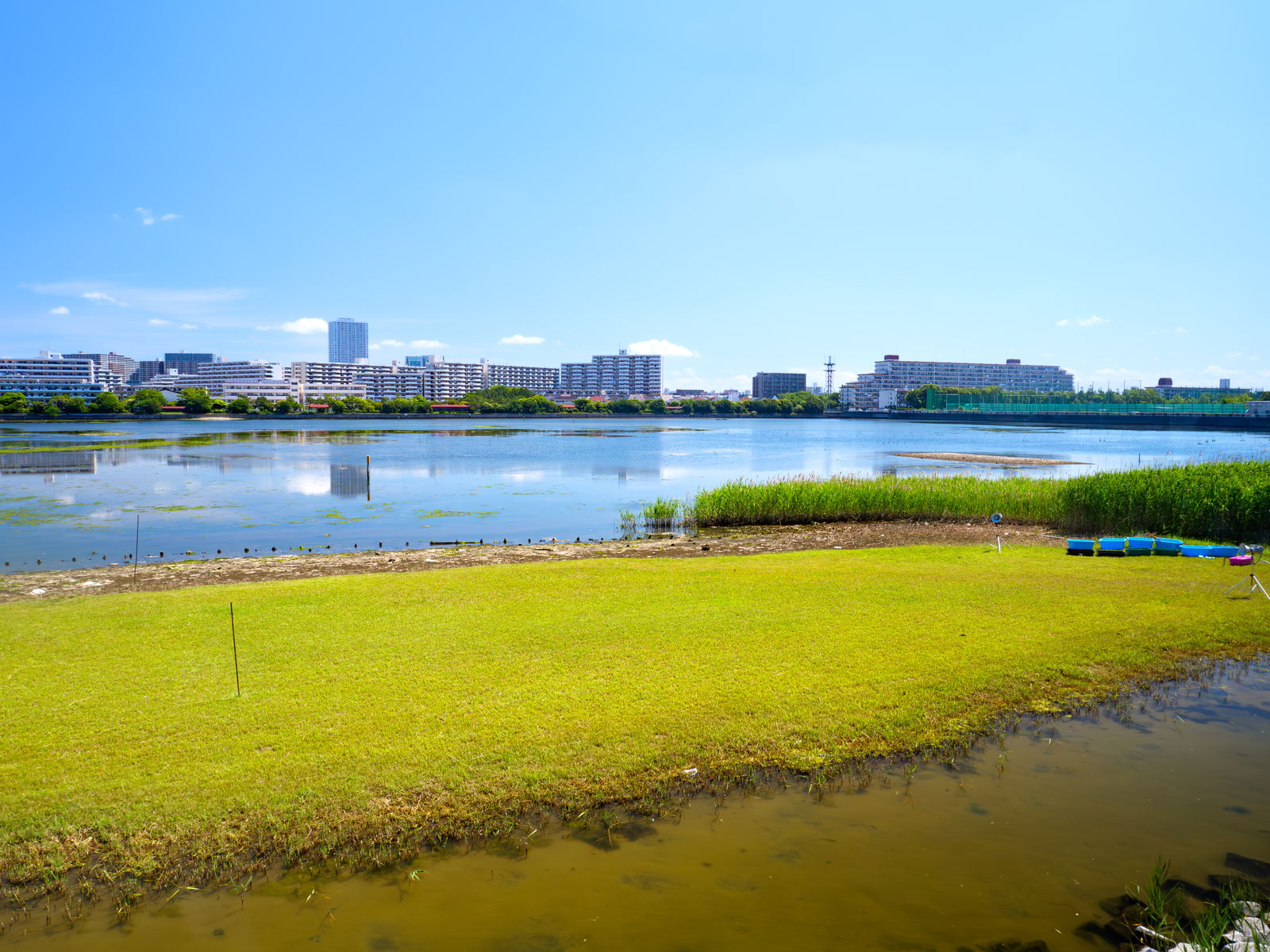
谷津干潟（2024年）
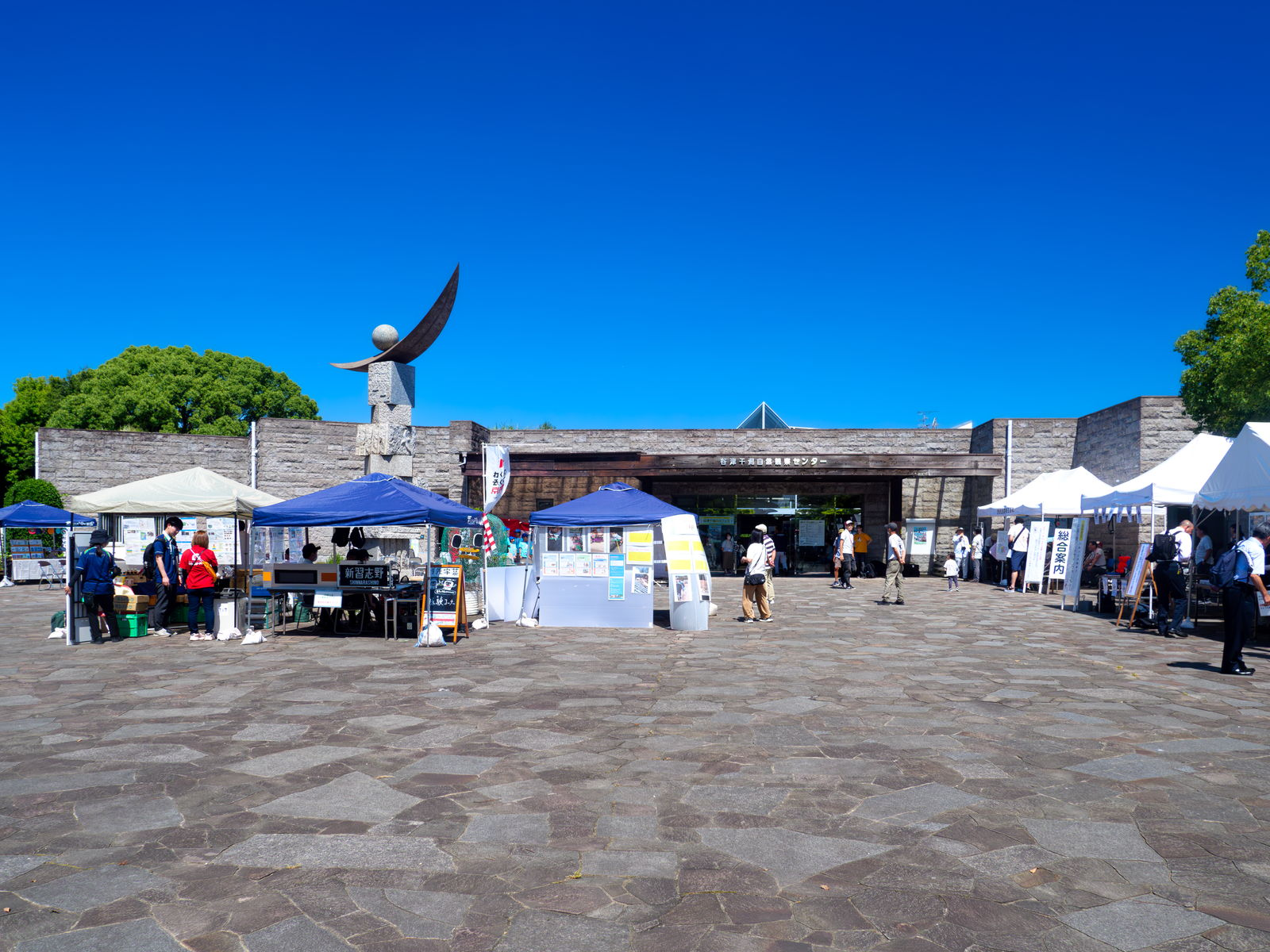
谷津干潟自然観察センター

## 交通

### 鉄道
- 京成電鉄 - 京成本線
  - 谷津駅

またかつては、京成谷津支線が通っていた（詳細は当該記事を参照）。
JR津田沼駅の所在地は習志野市津田沼だが、町域北東部は津田沼駅南口に接し、また津田沼駅に隣接する京成松戸線新津田沼駅にも近い。

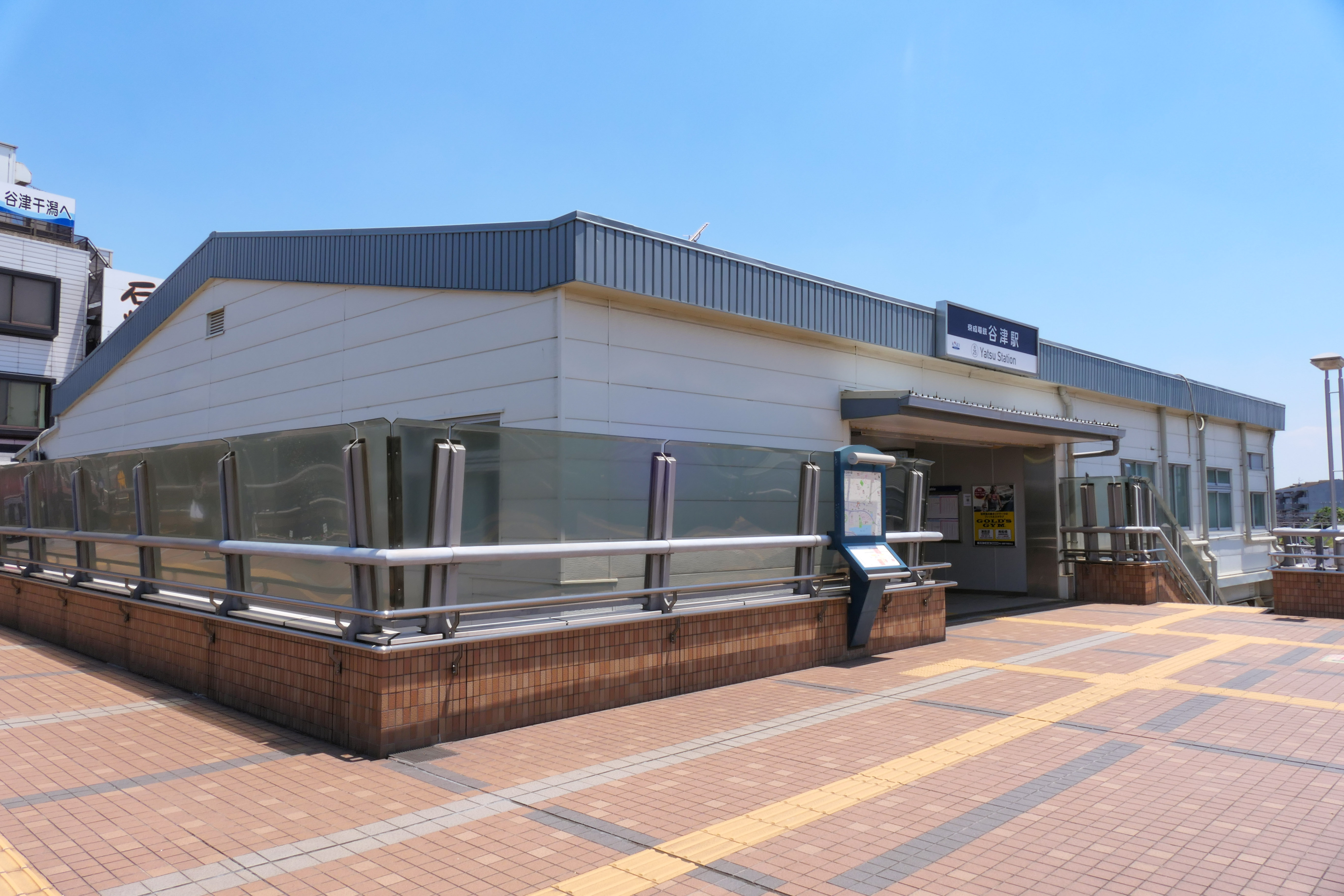
谷津駅南口（2021年）
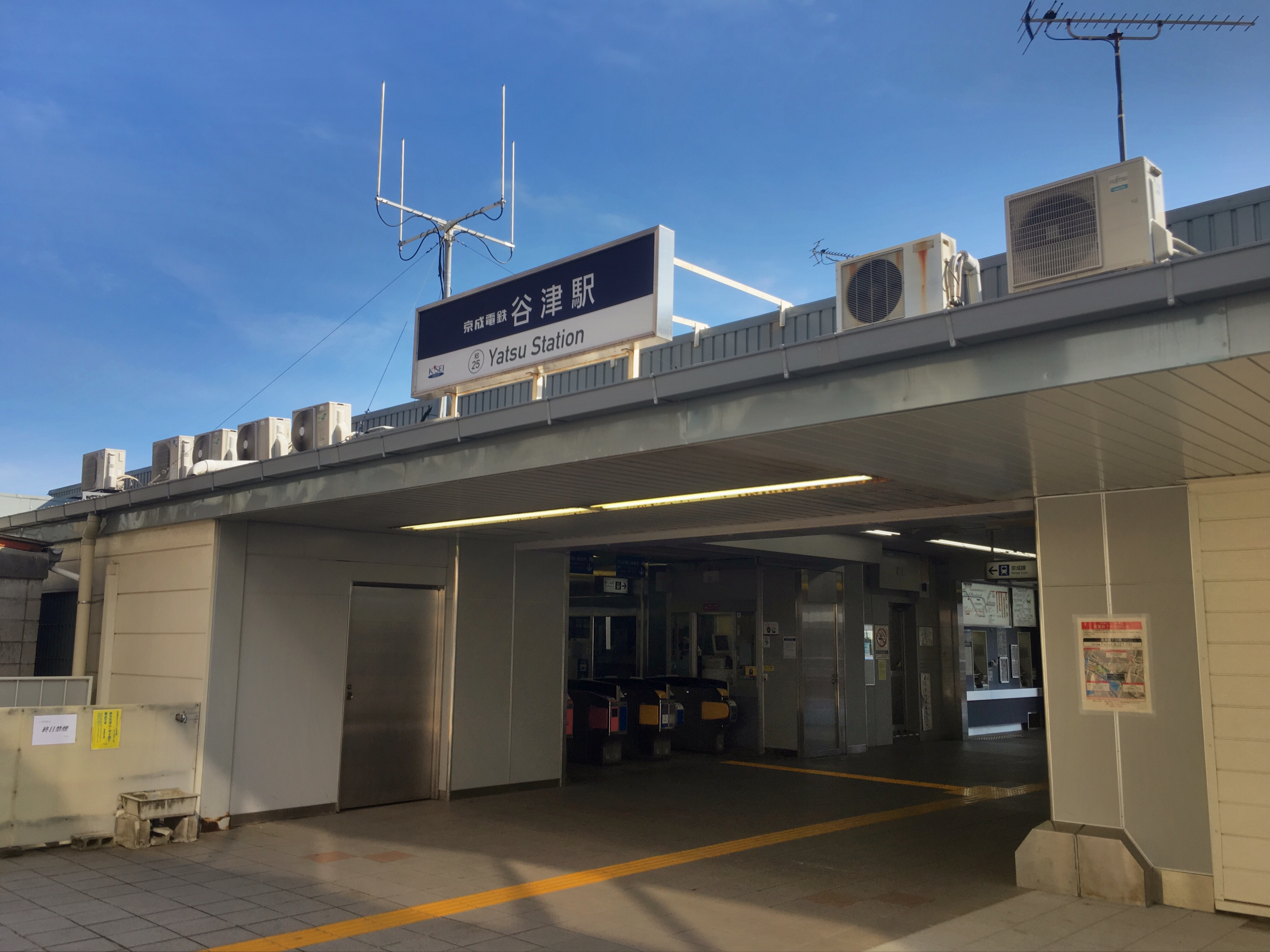
谷津駅北口（2019年）
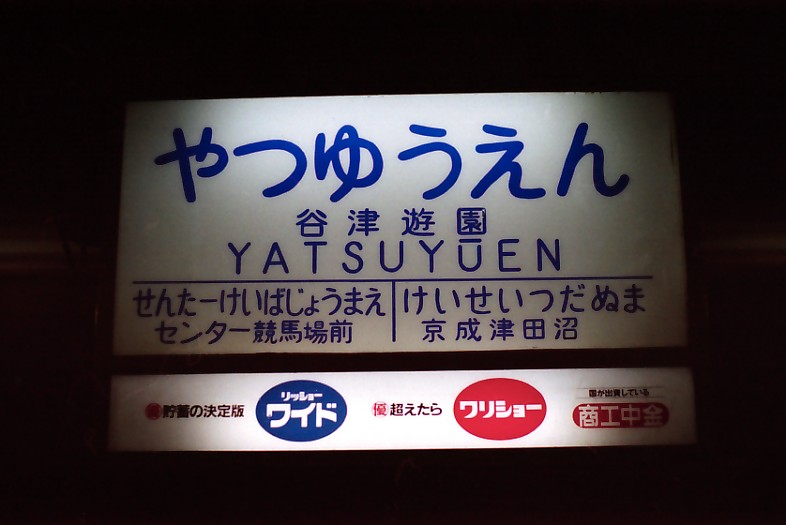
谷津遊園駅（現：谷津駅）の駅名標（1985年）

### バス
- 京成バス - 新都心営業所
  - 谷津線

### 道路
- 国道14号（千葉街道）
- 国道296号
- 国道357号（東京湾岸道路）
- 千葉県道8号船橋我孫子線
- 千葉県道15号千葉船橋海浜線
- 京葉道路 - 花輪インターチェンジ（南側）
- 東関東自動車道 - 谷津船橋インターチェンジ